# Chlumec nad Cidlinou

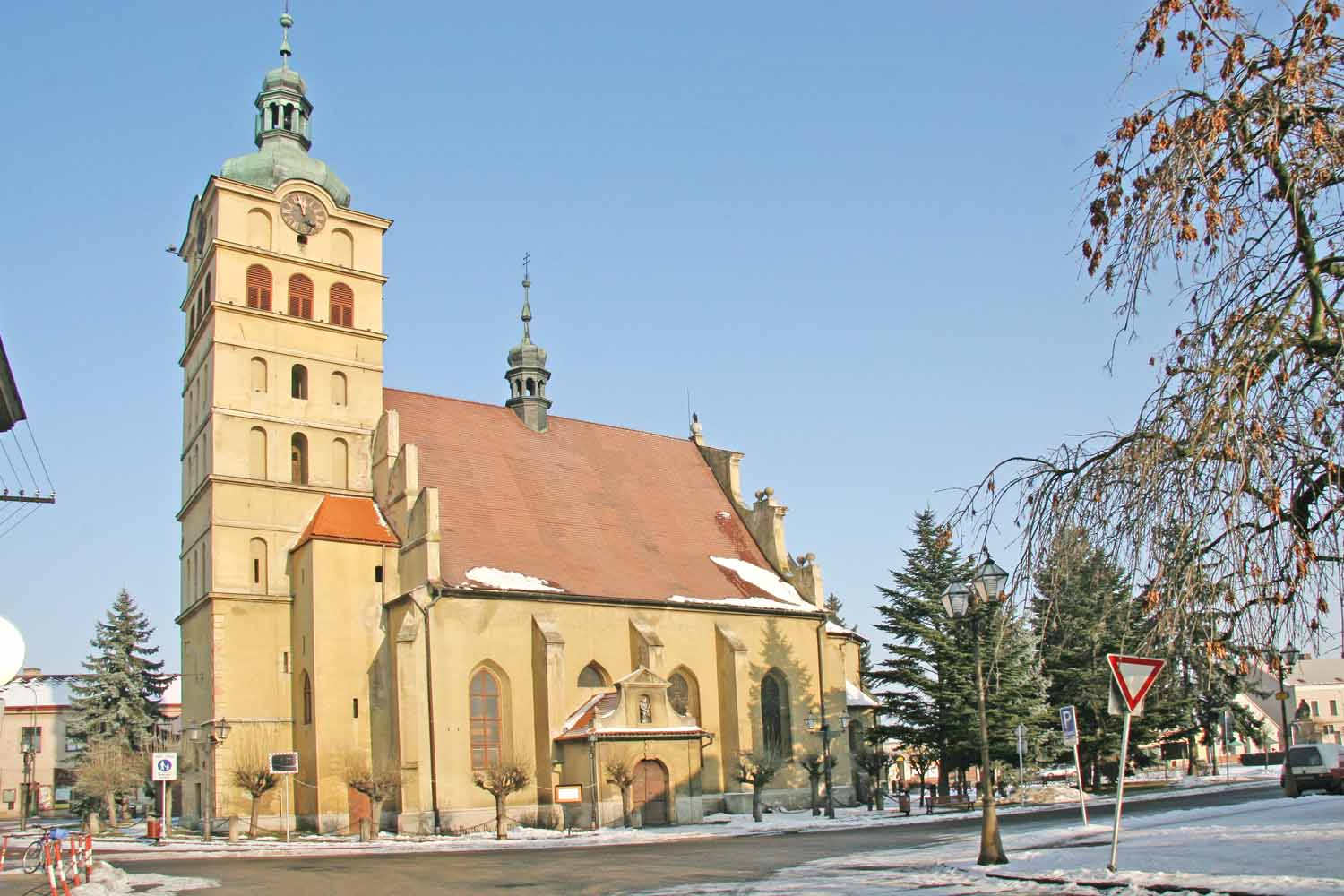
Dechantkirche St. Ursula

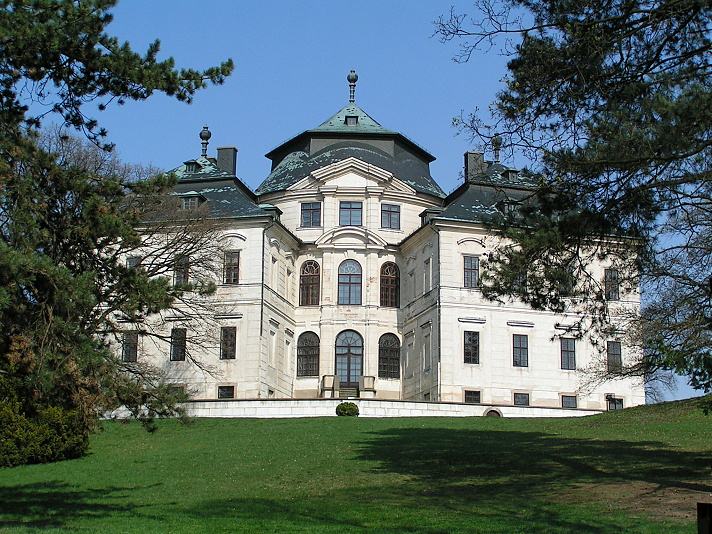
Schloss Karlova Koruna

Chlumec nad Cidlinou (deutsch Chlumetz an der Cidlina) ist eine Stadt im Okres Hradec Králové in Tschechien. Sie liegt 25 Kilometer westlich von Hradec Králové an der Einmündung der Bystřice in die Cidlina.

## Geschichte
Chlumetz, dessen Anfänge bis in die zweite Hälfte des 8. Jahrhunderts zurückreichen sollen, lag an einer bedeutenden Straße, die von Prag über Náchod und das zu Böhmen gehörende Glatz nach Polen verlief. Erstmals erwähnt wurde es im Zusammenhang mit der Schlacht zwischen dem böhmischen Herzog Vladislav I. und dem Polenkönig Bolesław III. Schiefmund, die im Jahre 1110 in der Nähe von Chlumetz stattfand. 1225 wurde Zdeslav von Chlumec erwähnt, der dem Geschlecht der Sternberg angehörte. Der befestigte Ort ist allerdings erst für das Jahr 1397 mit dem Markt „in Chlumczi“ bezeugt. Um 1400 gehörte es Otto d. Ä. von Bergow. 1424 eroberte es der Hussit Boček III. von Podiebrad. Nach den Hussitenkriegen folgte der Katholik Otto d. J. von Bergow (Ota IV. mladší z Bergova, 1399–1452) und dessen Nachkommen. Nach weiteren Besitzerwechseln gelangte es an Adalbert von Pernstein. Er ließ 1526 die um 1480 errichtete Burg Chlumec ausbauen. Zu dieser Zeit bestand die Herrschaft Chlumetz (panství Chlumec) aus der Stadt Chlumetz und 26 Dörfern. Johann von Pernstein errichtete 1536–1543 die Pfarrkirche St. Ursula. Nach dem Ständeaufstand von 1547 fielen Stadt und Herrschaft an die königliche Kammer.
1626 gelangte Chlumetz dauerhaft an die Grafen Kinsky. Im Dreißigjährigen Krieg eroberten die Schweden die Burg, von der sie 1640 durch den kaiserlichen General Ottavio Piccolomini vertrieben wurden. Seit dem 17. Jahrhundert entwickelten sich die Teichwirtschaft sowie die Pferdezucht.
Im Januar 1775 begannen in Böhmen Bauernaufstände, bei denen sich verarmte leibeigene Bauern zusammenschlossen, um sich der aus ihrer Sicht unerträglich hohen Abgaben zu entledigen. Das bedeutendste Zentrum dieser Bewegung war Chlumetz. Im März überfielen einige hundert Bauern der Güter Chlumetz und Nachod plündernd und vandalisierend Schlösser und Sitze des ihnen verhassten Adels. Allerdings gelang es einem Bataillon der kaiserlichen Armee, sie bereits am 24. März 1775 entscheidend zu schlagen, wobei allerdings lediglich fünf Bauern getötet wurden und drei in einem benachbarten Teich ertranken (wobei allerdings auch noch niedrigere Zahlen mitgeteilt wurden); In der Folge wurden die sieben gefangenen Anführer der Bauern hingerichtet. Für die übrigen erließ Kaiserin Maria Theresia jedoch einen sogenannten Generalpardon, worin ihnen der Aufstand „verziehen“ wurde, sofern sie wieder ihrer üblichen Arbeit nachgingen. Vom fruchtlosen Ausgang des Aufstands leitet sich eine tschechische Redensart ab: „Sie haben so viel ausgerichtet wie die Bauern von Chlumetz“ (auch in der Form: „Es erging ihnen wie den Bauern von Chlumetz“). Zum Andenken an den Aufstand wurde 1937 von dem tschechischen Bildhauer Jakub Obrovský die Figur eines Jungbauern für ein Denkmal gegossen; aufgrund der deutschen Besatzung wurde die Enthüllung des Monuments jedoch bis zum September 1948 verschoben.
Erst im 18. Jahrhundert erhielt Chlumetz Stadtrecht. Unter Franz Ferdinand Kinsky wurde oberhalb der Stadt ein neues Barockschloss nach Entwurf des Architekten Johann Blasius Santini-Aichl errichtet und anlässlich der Krönung des Kaisers Karl VI. in „Karlskron“ umbenannt.

## Sehenswürdigkeiten
- Schloss Karlova Koruna (Karlskron)
- Die auf der Westseite des Marktes gelegene Pfarrkirche St. Ursula entstand 1536–1543. Nach einem Brand 1798 wurde sie im Stil des Spätrokoko umgestaltet.
- Piaristenkloster Loreta, gegründet 1699 von Wenzel Norbert Octavian Graf Kinsky
- Denkmal für den gescheiterten Bauernaufstand 1775 (1937/1948)

## Gemeindegliederung
Die Stadt Chlumec nad Cidlinou gliedert sich in die Stadtteile Chlumec nad Cidlinou I, Chlumec nad Cidlinou II, Chlumec nad Cidlinou III und Chlumec nad Cidlinou IV sowie in die Dörfer Kladruby (Klabrub), Lučice (Lutschitz) und Pamětník (Pamietnik).

## Persönlichkeiten
- Franz Ulrich Graf Kinsky (1634–1699), Politiker
- Karl Kinsky (1766–1831), böhmischer Adliger, k. k. Kämmerer, Generalmajor und Feldmarschallleutnant der österreichischen Armee
- Václav Kliment Klicpera (1792–1859), Schriftsteller
- Octavian Joseph Graf Kinsky (1813–1896), Besitzer der Herrschaft Chlumetz und Züchter der nach ihm benannten Kinsky-Pferde
- Jaroslav Goll (1846–1929), Historiker
- Louis Nerz (1866–1938), Schauspieler, Regisseur und Drehbuchautor
- Sybil Smolowa (1886–1972), Schauspielerin
- Hugo Bondy (1897–1939), Psychiater
- Zdeněk Matějček (1922–2004), Kinderpsychologe
- Ivana Loudová (1941–2017), Komponistin
- Helena Válková (* 1951), Juristin und Politikerin
- Hynek Burda (* 1952), Zoologe
- Ladislav Vízek (* 1955), Fußballspieler
- Miroslav Ouzký (* 1958), Politiker
- Milan Frýda (* 1965), Fußballspieler
- Miroslav Poche (* 1978), Politiker
- Jan Hanuš (* 1988), Fußballspieler
- Václav Pilař (* 1988), Fußballspieler